# تروزتیل
تروزتیل (به آلمانی: Trusetal) یک منطقهٔ مسکونی در آلمان است که در Brotterode-Trusetal واقع شده‌است.

## خصوصیات
تروزتیل ۲۵٫۸۸ کیلومترمربع مساحت دارد ۳۵۰ متر بالاتر از سطح دریا واقع شده‌است.